# Itzamná

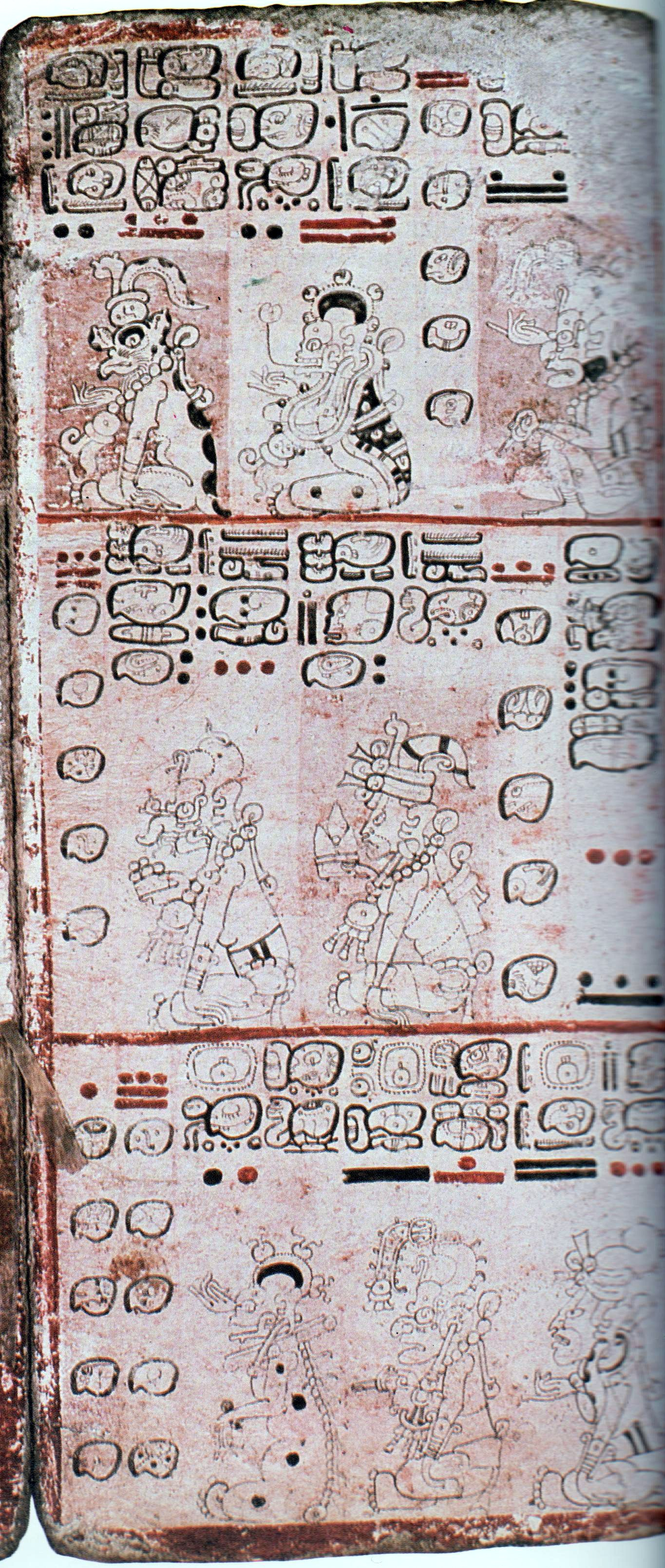
Darstellung Itzamnás im Codex Dresdensis, Seite 10. Die Gottheit ist im unteren Register in der Mitte dargestellt.

Itzamná (historisches Maya: „Leguanhaus“, „Eidechsenhaus“ oder „Haus des Tropfens“) war der höchste Gott und Schöpfergott der Maya Yucatáns des Postklassikums. 

## Aussehen
Itzamná wird in verschiedenen Gestalten dargestellt. So tritt er als riesige, reptilienartige Gestalt auf, aber auch mit den Zügen eines alten Mannes, der ein großes, rundes Auge mit darunter befindlicher Volute besitzt. Auch Darstellungen mit Himmelssymbolen sind bekannt.

## Funktion
Er wird oft in Verbindung mit anderen Götternamen gefunden, weswegen vermutet wird, dass ihm eine Vielzahl verschiedener religiöser Aspekte zugeordnet wurden. Beispielsweise wird er auch Itzamná Kauil („Itzamná große Ernte“) genannt und so als Fruchtbarkeitsgott dargestellt. Die Übersetzung „Haus des Tropfens“ lässt zudem an die Funktion eines Regengottes denken.
In Kombination mit den Namensinterpretationen „Eidechsenhaus“ oder „Leguanhaus“ weist die Reptiliengestalt auf eine starke animalische Komponente hin.
Diese Vielseitigkeit der Darstellungen Itzamnás legen die Vermutung eines Schöpfergottes nahe. Tatsächlich ist er als gleichrangig zu anderen mesoamerikanischen Göttern wie dem aztekischen Gott Quetzalcoatl und Kukulkan zu sehen, da er als Hauptgott der Maya Yucatáns gilt.

## Notizen
1. ↑  Zamná steht für Itzamna; dieses neuere Wort ist der Göttername für Zamná